# 保健省歯科総合病院
保健省歯科総合病院（ほけんしょうしかそうごうびょういん）は、朝鮮民主主義人民共和国（北朝鮮）の平壌市にある歯科と総合病院。保健省管轄の国営病院。

## 概要
北朝鮮では、国家の保健・医療政策によって無料医療制が確立されているとされているが、医療の水準は高くない。1990年後半以降、大規模な自然災害が発生して食糧難が起こり医療機器、医薬品などの物資が不足して多くの人民が死亡した。国際連合や世界保健機構（WHO）などから人道支援を受けた。

## 地方の医療機関
北朝鮮には全国の道、市、郡、里に人民病院がある。工場、企業ごとに診療所があるが、首都の平壌市に比べると医療の水準は高くない。

## その他の病院
- 平壌医科大学病院
- 朝鮮赤十字総合病院
- 金萬有病院
- 平壌産院